# Jan Matysiak (optyk)

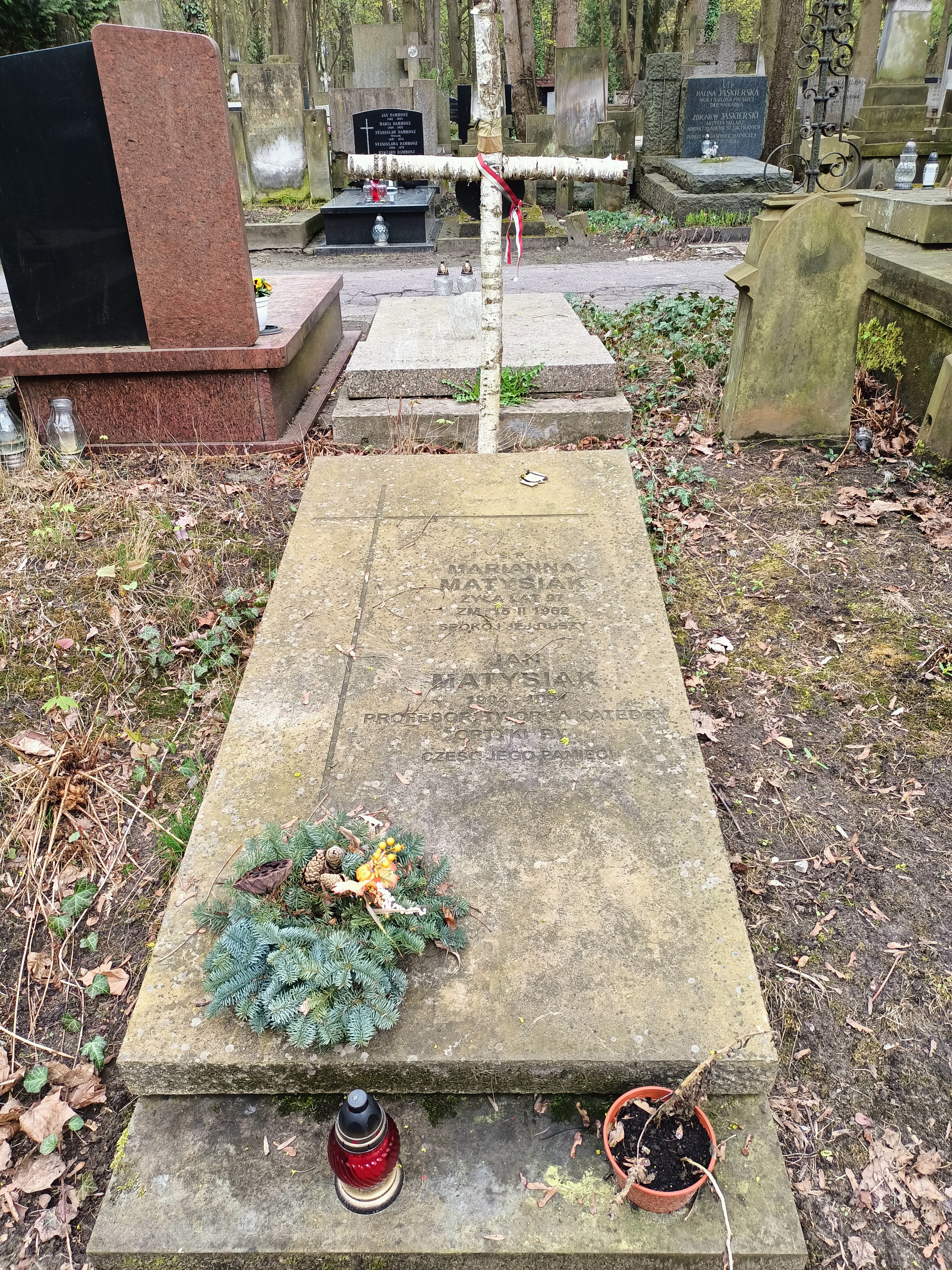
Grób Jana Matysiaka na Cmentarzu Powązkowskim w Warszawie

Jan Matysiak (ur. 29 sierpnia 1904 w Repkach, zm. 3 sierpnia 1991 w Warszawie) – polski optoelektronik, profesor nadzwyczajny na Wydziale Mechaniki Precyzyjnej Politechniki Warszawskiej.

## Życiorys
Studiował na Wydziale Elektrycznym Politechniki Warszawskiej pod kierunkiem prof. Mieczysława Wolfkego, po ukończeniu studiów odbył służbę wojskową, podczas której ukończył w 1932 Szkołę Podchorążych Lotnictwa. Następnie rozpoczął pracę w Polskich Zakładach Optycznych, w 1933 wyjechał do Francji na dwuletnie studia w École supérieure d'optique w Paryżu. Ukończył je z pierwszą lokatą uzyskując tytuł inżyniera optyka, powrócił do pracy w PZO na stanowisku kierownika Działu Optyki i Montażu. Na stopień podporucznika rezerwy został mianowany ze starszeństwem z 1 stycznia 1934 i 54. lokatą w korpusie oficerów aeronautyki.
Po zakończeniu II wojny światowej otrzymał polecenia uruchomienia Państwowej Wytwórni Optycznej w Jeleniej Górze (wcześniej Hirschberger Optische Werke), którą następnie kierował. Po roku powrócił do Warszawy, gdzie ponownie objął stanowisko kierownicze w PZO, a następnie został dyrektorem i głównym inżynierem. Podczas jego kadencji PZO produkowało ponad 150 wyrobów z zakresu mikroskopii, geodezji, spektroskopii, medycyny oraz sprzętu obronnego. Równocześnie prowadził zajęcia na kursach dokształcających prowadzonych przez NOT, dla których opracował skrypty. Równocześnie od 1953 związany był z Politechniką Warszawską, gdzie wykładał przedmiot Przyrządy Optyczne na Wydziale Mechaniki Precyzyjnej. W 1958 powierzono mu kierownictwo w Centralnym Laboratorium Aparatury Pomiarowej i Optycznej, od 1963 poświęcił się pracy dydaktycznej. W 1974 przeszedł na emeryturę.
Jan Matysiak był inicjatorem i współautorem prac naukowo-badawczych dotyczących odwzorowania optycznego, projektował i konstruował urządzenia dla przemysłu optycznego m.in. dalmierz artyleryjski. Pełnił funkcję prodziekana i dziekana Wydziału Mechaniki Precyzyjnej, był wicedyrektorem Instytutu Konstrukcji Przyrządów Precyzyjnych i Optycznych, członek komisji rektorskich. Współredagował czasopismo „Aparatura Naukowa i Dydaktyczna”.
W młodości Jan Matysiak był pływakiem wyczynowym, był Mistrzem Polski na 1500 m oraz reprezentantem Polski na zawodach międzynarodowych.
Pochowany na cmentarzu Powązkowskim w Warszawie (kw. 264-2-11).

## Nagrody i odznaczenia
- Krzyż Kawalerski Orderu Odrodzenia Polski;
- Złoty Krzyż Zasługi;
- nagroda państwowa II stopnia;
- medal "Zasłużony dla PZO".